# 千宰昊
千宰昊（1988年9月11日—），韓國男演員、模特兒。

## 演出作品

### 電視劇
- 2011年：SBS《樹大根深》飾演 李純之
- 2012年：SBS《傻瓜媽媽》
- 2012年：MBC《黃金時刻》飾演 朴根修
- 2012年：MBC《想你》飾演 尹室長
- 2014年：SBS《來自星星的你》飾演 觀象監官員

### 電影
- 2011年：《事物的祕密》

## 外部連結
- NAVER（页面存档备份，存于）